# 高知シティエフエムラジオ放送
高知シティエフエムラジオ放送株式会社（こうちシティエフエムラジオほうそう）は、高知県高知市の一部、南国市の一部、いの町の一部地域を放送区域として超短波放送（FM放送）をする特定地上基幹放送事業者である。Whale Station 762の愛称でコミュニティ放送をしている。

## 概要
2000年（平成12年）高知県初のコミュニティ放送局として開局。
2024年現在タイムテーブルの大半の時間帯はJ-WAVEの番組を放送しており事実上J-WAVEの中継局化している。高知市民にはほぼ必要のない情報である関東方面の道路交通情報までもそのまま放送されており地域密着とは言い難い状況である。
2008年（平成20年）11月末までは平日は昼と夜に生放送番組があり朝と夜21時台には収録番組、土曜日昼も生放送番組があるなど意欲的な編成を行っていた。しかしリーマン・ショックなどの影響により12月よりほとんどの自社制作番組が終了となりJ-WAVEの再送信が多くの時間を占めるようになった。同時期、同社ホームページにアクセスできなくなったり、配布したチラシ「76・2FM NEWS号外」の悪質な内容に関して日本共産党高知市議団が高知市へ厳正対応を申し入れるなどトラブルも発生している。現在は以前と比べ自社制作番組は増えつつある。
四国のコミュニティ放送局で唯一、TuneIn Radioでのサイマル配信をしていない。

## 自社制作番組

### 現在放送中の番組
- Whisper melody（月 - 金 11:30 - 11:45）[2][3][4]

出演者：（月・火・水）高橋ミキ・（木・金）太田雅樹
- スワンフルレディオ（金 19:00 - 19:20）[5]

出演者：Swan'fee
- Home to Home（金 19:20 - 19:40）[6]

出演者：Re:Train
- HARIMAYA SECRET BASE（金　19:40 - 20:00）[7]

出演者：福井（ライブハウスx-pt）・あいり（ライブハウスx-pt）
- アニドリームランド（金 20:00 - 20:30）[8]

出演者：アニメ声優楽団
- フォルティッシュアレイディオ（金 20:30 - 20:45）[9]

出演者：だいと（フォルティッシュアカンパニー）
- 桜MUSIC（金 20:45 - 21:00）[10]

出演者：高知中央高校軽音楽部

### 過去に放送した番組
2012年10月以前の番組 
- よさこい･龍馬　神田尚和のああだ、こうだ言いたい放題!（月 - 金1 1:30 - 11:45）

出演者：神田尚和・太田雅樹
- どすこい南の高知のえいとこ全部教えるでぇ～!（月 - 金 11:45 - 12:00）

出演者：どすこい南・太田雅樹
- 近森正久の不景気はチャンスがいっぱい（月 - 金 17:30 - 18:00）

出演者：近森正久・太田雅樹
- tweet高知（月 - 木 11:30 - 12:00）

出演者：太田雅樹・高橋ミキ
- ほっと高知編集部（月 17:30 - 18:00）

出演者：太田雅樹・ほっと高知編集部
2008年12月以前の番組 
- 朝のインフォメーション（月 - 金 8:00 - 8:15）

出演者：（月）森博和（火・木・金）戸田健史（水）太田雅樹
- けんちゃんのどこでもコミュニティ（月 - 金 8:15 - 8:30）※  - 2006年3月

出演者：西村健一
- 気ままにランチタイム（月 - 金 11:30 - 12:55）

出演者：（月・火）戸田智加（水）中野由起子（木・金）片岡さちえ
- LIVE CITY 762（月 - 金 17:00 - 18:55、18:30までの日あり）

出演者：（月・火・水）森岡朋子（木・金）森博和
- KIWI（土 11:00 - 12:25）

出演者：植田玲子・太田雅樹
- 高知トヨペット・土曜の昼はパラダイス（土 12:00 - 12:30）

出演者：太田雅樹
- VIVA! MUSIC SUNDAY（日 11:00 - 12:55）

出演者：中野由起子
- みちるのどこでもトラットリア（隔週月 - 木 8:10 - 8:30）※ 2006年4月 -

出演者：大西みちる
- いずみのどこでもトラットリア（隔週月 - 木 8:10 - 8:30）※ 2006年4月 -

出演者：笹岡和泉
- ああだこうだいいたい放題（月 - 金 11:00 - 12:15）

出演者：太田雅樹・神田尚和・どすこい南